# Seznam francoskih dirigentov
Seznam francoskih dirigentov.

## A
- Gilbert Amy
- Jean-Baptiste Arban

## B
- Serge Baudo
- Roberto Benzi
- Michel Béroff
- Nadia Boulanger
- Pierre Boulez
- Ernest Bour
- Henri Büsser

## C
- Jean-Claude Casadesus
- Sergiu Celibidache (1912 - 1996) (romunsko-francoski)
- Sylvain Cambreling
- William Christie (ameriško-francoski)
- André Cluytens (belgijskega rodu)
- Michel Colombier
- Édouard Colonne
- Alfred Cortot

## D
- Jean-Michel Damase
- Stéphane Denève
- Roger Désormière
- Gaetan Le Divelec

## E
- Philippe Entremont

## F
- Louis de Froment

## H
- François Habeneck
- Emmanuelle Haïm
- Pierre Hantaï

## J
- Louis Antoine Jullien

## K
- Alexis Kossenko
- Rodolphe Kreutzer
- Emmanuel Krivine

## L
- Charles Lamoureux
- Michel Legrand
- Raymond Legrand
- François Leleux
- Alexandre Luigini

## M
- Jean Martinon
- Diego Masson
- Paul Mauriat
- André Messager
- Marc Minkowski
- Pierre Monteux
- Charles Münch

## N
- Hervé Niquet

## P
- Jean-François Paillard
- Jules Etienne Pasdeloup
- Laurent Petitgirard
- Gabriel Pierné
- Michel Plasson
- Georges Prêtre (1924 - 2017)

## R
- Louis Auguste Florimond Ronger (vzd. Hervé)
- François-Xavier Roth
- Christophe Rousset

## S
- Carlos Salzedo
- Édouard Souberbielle (kapelnik)
- Jean-Christophe Spinosi
- Émile Stern

## T
- Yan Pascal Tortelier

## V
- Emmanuel Villaume (1964-)

## W
- Émile Waldteufel
- Jean-Jacques Werner